# (6820) Buil
(6820) Buil est un astéroïde de la ceinture principale.

## Description
(6820) Buil est un astéroïde de la ceinture principale. Il fut découvert le 13 décembre 1985 à Caussols par le CERGA. Il présente une orbite caractérisée par un demi-grand axe de 2,85 UA, une excentricité de 0,08 et une inclinaison de 2,5° par rapport à l'écliptique.

## Compléments